# ميخائيل كولفيلد
ميخائيل كولفيلد (بالإنجليزية: Michael Caulfield)‏ هو كاتب وملحن ومخرج أسترالي، ولد في 1949 في سيدني في أستراليا.

## وصلات خارجية
- ميخائيل كولفيلد على موقع IMDb (الإنجليزية)
- ميخائيل كولفيلد على موقع ألو سيني (الفرنسية)
- ميخائيل كولفيلد على موقع ميوزك برينز (الإنجليزية)
- ميخائيل كولفيلد على موقع أول موفي (الإنجليزية)
- ميخائيل كولفيلد على موقع قاعدة بيانات الأفلام السويدية (السويدية)
- ميخائيل كولفيلد على موقع قاعدة بيانات الفيلم (الإنجليزية)
- ميخائيل كولفيلد على موقع كينوبويسك (الروسية)